# Nigel Redman (Ornithologe)
Nigel James Redman (* 4. November 1952 in Taplow, Buckinghamshire) ist ein britischer Ornithologe und Herausgeber.

## Leben
Redman ist ein Absolvent der Caterham School. Von 1971 bis 1975 arbeitete er als Bücherrevisor. Von 1976 bis 1978 war er Verlagsassistent bei Hodder & Stoughton und von 1979 bis 1983 Assistent an der Bursar Friends’ School in Saffron Walden. Seit 1984 ist er Tourleiter und Verwalter beim Ökotourismusunternehmen BirdQuest. 1994 gründete er zusammen mit Christopher Helm das Label Pica Press, das im Jahr 2000 vom Verlag A & C Black mit Redman als Redaktionsleiter übernommen wurde. 
Von 1980 bis 1987 war Redman im Leitungsgremium der Ornithological Society of the Middle East (OSME). Von 1983 bis 1987 fungierte er dort als Schatzmeister. 1984 war Redman Gründungsmitglied des Oriental Bird Club, wo er von 1985 bis 1988 erster Schatzmeister und 1992 bis 1998 Vorsitzender war. Redmans Interessen umfassen die Identifizierung, die Verbreitung, den Naturschutz, die Taxonomie sowie Vogelstimmenaufzeichnungen. Insbesondere interessiert er sich für die Vogelbeobachtung in Asien. Bei seinen Exkursionen bereiste er Europa, den Nahen Osten, Asien und Afrika. Im Laufe von fast vier Jahrzehnten hat er etwa 150 Vogeltouren geleitet und ist in etwa neunzig Länder auf allen sieben Kontinenten gewesen. Redman war 1996 zum ersten Mal in den Polarregionen. Seitdem leitete er zahlreiche weitere Exkursionen in die Antarktis und Arktis. 
Redman ist Redaktionsmitglied bei den Zeitschriften Forktail, OBC Bulletin, OSME Bulletin und Sandgrouse. Er war als Co-Autor an den Büchern Birdwatching in Britain: A site by site guide (1987, mit Simon Harrap), Where to Watch Birds in Britain (2003, mit Simon Harrap) und Birds of the Horn of Africa Ethiopia, Eritrea, Djibouti, Somalia and Socotra (2009) beteiligt. 2016 veröffentlichte er das autobiografische Buch Magic Bustard, in dem er eine Überlandreise im Jahr 1978 nach Asien, entlang des Hippie trails von Istanbul nach Kathmandu, beschreibt, die ihn dazu veranlasste seinen Beruf als Revisor aufzugeben und Ornithologe zu werden. 2020 war er Herausgeber des Werks Birds of Argentina and the South-West Atlantic von Mark Pearman und Juan Ignacio Areta. Daneben schrieb er Beiträge in den Publikationen Birdwatching, Bird Watching, Birdwatcher’s Yearbook, British Birds und dem Journal of the Bombay Natural History Society.